# Tim Hoffmann (Schauspieler, 1943)
Tim Hoffmann (* 16. Januar 1943 in Frankfurt am Main; † 31. Januar 2015 in Berlin) war ein deutscher Schauspieler, Synchron- und Hörspielsprecher.

## Leben
Tim Hoffmann wurde 1943 als Sohn des Schauspielerpaares A. P. Hoffmann (1906–1982) und Gaby Jäh (1912–2015) in Frankfurt am Main geboren. Nach dem Abitur in der 2. Erweiterten Oberschule in Berlin-Mitte, die bis 1958 noch Gymnasium zum Grauen Kloster hieß, arbeitete er als Requisiteur am Deutschen Theater. Obwohl er bereits seit frühester Kindheit durch seine Eltern ständig die verschiedensten Theatervorstellungen besuchte, verhärtete sich erst hier der Wunsch, den Schauspielberuf zu ergreifen. Von 1961 bis 1964 absolvierte er ein Studium an der Staatlichen Schauspielschule Berlin. Da seine Stimme nicht für eine große Bühne ausreichte, ging er an das Berliner Maxim-Gorki-Theater, wo er 43 Jahre Ensemblemitglied war. Neben seiner Theaterarbeit war er ein gefragter Schauspieler bei der DEFA und dem Fernsehen. Auch seine Stimme kam in jeweils etwa 50 Sprechrollen im DEFA-Synchronstudio sowie in Hörspielen des Rundfunks der DDR zum Einsatz.
Tim Hoffmann war 16 Jahre mit der Schauspielerin Uta Schorn verheiratet. 1968 wurde ihre gemeinsame Tochter Danne Hoffmann geboren, die ebenfalls als Schauspielerin tätig ist.

## Filmografie
- 1966: Pitaval des Kaiserreiches: Die Ermordung des Rittmeisters von Krosigk (Fernsehreihe)
- 1967: Der Staatsanwalt hat das Wort: Meine Schwester (Fernsehreihe)
- 1971: Anflug Alpha 1
- 1974: Visa für Ocantros (Fernsehzweiteiler)
- 1976: Polizeiruf 110: Vorurteil? (Fernsehreihe)
- 1977: Ein irrer Duft von frischem Heu
- 1979: Pinselheinrich (Fernsehfilm)
- 1982: Familie Rechlin (Fernsehzweiteiler)
- 1982: Der Prinz hinter den sieben Meeren
- 1984: Drei Schwestern (Fernsehfilm)
- 1985: Die unwürdige Greisin (Fernsehfilm)
- 1986: Der Bärenhäuter
- 1989: Ferienheim Bergkristall: Alles neu macht der May (Fernsehfilm)
- 1991: Polizeiruf 110: Mit dem Anruf kommt der Tod

## Theater
(Alle Aufführungen im Maxim-Gorki-Theater Berlin)
- 1964: Claus Hammel: Um Neun an der Achterbahn (Schnulle) – Regie: Horst Schönemann
- 1965: Ludvik Aškenazy: Der Gast (Zigeuner) – Regie: Wolfgang Fleischmann
- 1965: Brendan Behan: Die Geisel (Prinzessin Grazia) – Regie: Horst Schönemann
- 1966: Iwan Kotscherga: Der Uhrmacher und das Huhn (3. Eisenbahner) – Regie: Kurt Veth
- 1966: Max Frisch: Don Juan oder Die Liebe zur Geometrie (Erster Vetter) – Regie: Wolfram Krempel
- 1967: Maxim Gorki: Wassa Schelesnowa (Jewgenij) – Regie: Maxim Vallentin
- 1971: Jewgeni Schwarz: Der Schatten (Höfling) – Regie: Fritz Bornemann
- 1971: Carlo Goldoni: La Donna di Garbo oder Liebe macht erfinderisch – Regie: Karl Gassauer
- 1972: Armin Stolper: Himmelfahrt zur Erde – Regie: Wolfgang Krempel
- 1972: Afanassi D. Salynski: Maria (Lubim Suikow) – Regie: Karl Gassauer
- 1973: Michail Schatrow: Campanella und der Kommandeur (Stass Wischnewski) – Regie: Hans Dieter Mäde
- 1974: Manfred Streubel: Ratcliff rechnet ab (Leslie) – Regie: Karl Gassauer
- 1974: Michail Schatrow: Wetter für Morgen (Astachow) – Regie: Albert Hetterle
- 1975: Rudi Strahl: Ein irrer Duft von frischen Heu (Paul) – Regie: Piet Drescher
- 1975: Peter Hacks: Rosie Träumt (Gotthold) – Regie: Wolfram Krempel
- 1976: Helmut Baierl: Die Abenteuer der Johanna von Döbeln (Schöffe) – Regie: Hans Dieter Mäde
- 1976: Aurel Baranga: Die öffentliche Meinung – Regie: Karl Gassauer
- 1978: Die schreckliche Brautnacht und andere schauerliche Geschichten von Räubern, Jungfrauen und ähnlichen Berufen – Regie: Karl Gassauer
- 1979: Anton Tschechow: Drei Schwestern (Rode) – Regie: Thomas Langhoff
- 1981: Peter Hacks: Armer Ritter (Herr Gurlewanz) – Regie: Karin Gregorek
- 1982: Claus Hammel: Die Preussen kommen – Regie: Karl Gassauer
- 1982: Heinrich von Kleist: Amphitryon – Regie: Karl Gassauer
- 1982: Dale Wasserman nach Ken Kesey: Einer flog über das Kuckucksnest – Regie: Rolf Winkelgrund
- 1986: Ulrich Plenzdorf nach Tschingis Aitmatow: Ein Tag länger als ein Leben (Shaimerden) – Regie: Siegfried Höchst
- 1987: Carlo Goldoni: Der Campiello (Sansuga) – Regie: Hartwig Albiro
- 1998: Frank Wedekind: Lulu – Regie: Uwe Eric Laufenberg
- 1998: Bertolt Brecht: Der gute Mensch von Sezuan – Regie: Uwe Eric Laufenberg
- 2002: Adriana Altaras: Jud Sauer (Nahum) – Regie: Adriana Altaras
- 2003: David Greig: Die letzte Botschaft des Kosmonauten an die Frau, die er einst in der ehemaligen Sowjetunion liebte (Patient) – Regie: Sandrine Hutinett
- 2004: Brüder Presnjakow: Terrorismus (Uniformierter / Älterer Mann / Dritter Mann) – Regie: Sandrine Hutinet
- 2004: Fausto Paravidino: Peanuts (Schkreker) – Regie: Bruno Cathomas
- 2006: Heinrich von Kleist: Der zerbrochne Krug – Regie: Alexander Lang
- 2006: Joachim Meyerhoff: Marathon: 2 Stunden, 4 Minuten, 55 Sekunden – Regie: Joachim Meyerhoff

## Hörspiele
- 1965: Georg W. Piet: Mohrenfest in Gualan (Paolo) – Regie: Maritta Hübner (Kinderhörspiel – Rundfunk der DDR)
- 1970: Horst Bastian: Deine Chance zu leben – Regie: Detlef Kurzweg (Hörspiel – Rundfunk der DDR)
- 1972: Lothar Kleine: Feuerbach oder Das Kaff – Regie: Werner Grunow (Hörspiel – Rundfunk der DDR)
- 1973: Walter Flegel: Übung im Gelände – Regie: Detlef Kurzweg (Hörspiel – Rundfunk der DDR)
- 1973: Hans-Jürgen Bloch: Die merkwürdige Verwandlung der Janny K. (Mario) – Regie: Joachim Staritz (Kinderhörspiel – Rundfunk der DDR)
- 1974: Anna Seghers: Das wirkliche Blau (junger Reisender) – Regie: Wolf-Dieter Panse (Hörspiel – Rundfunk der DDR)
- 1974: Arne Leonhardt: Der Jammerbrief (Jan) – Regie: Joachim Gürtner (Hörspielreihe: Neumann, zweimal klingeln – Rundfunk der DDR)
- 1975: Barbara Neuhaus: Der Besuchstag (Jan) – Regie: Joachim Gürtner (Hörspielreihe: Neumann, zweimal klingeln – Rundfunk der DDR)
- 1975: Inge Ristock: Die Entscheidung der Frau L. (Jan) – Regie: Joachim Gürtner (Hörspielreihe: Neumann, zweimal klingeln – Rundfunk der DDR)
- 1976: Werner Buhss: Auf halbem Weg nach Afrika – Regie: Fritz Göhler (Hörspiel – Rundfunk der DDR)
- 1977: Gerd Zehbahl: Abgebrannt (Feldberg) – Regie: Helmut Hellstorff (Kriminalhörspiel/Kurzhörspiel – Rundfunk der DDR)
- 1977: Gerhard Rentzsch: Der Stein (Soldat) – Regie: Fritz Göhler (Hörspiel – Rundfunk der DDR)
- 1978: Jakob Michael Reinhold Lenz: Die Soldaten (Einer) – Regie: Barbara Plensat (Hörspiel – Rundfunk der DDR)
- 1978: Jan Flieger: Die Zaubermaus Rosi und die blaue Straßenbahn (Uhr) – Regie: Detlef Kurzweg (Kinderhörspiel/Kurzhörspiel – Rundfunk der DDR)
- 1979: Wilhelm Hauff: Die Errettung Fatmes (Mustapha) – Regie: Edith Schorn (Kinderhörspiel – Rundfunk der DDR)
- 1979: Tuula Mehtonen: Tainas Sommer oder Hallo Sonne – Regie: Edith Schorn (Hörspiel – Rundfunk der DDR)
- 1980: Michail Schatrow: Der Zug in den morgigen Tag (Der Schneider) – Regie: Fritz Göhler (Hörspiel – Rundfunk der DDR)
- 1980: Friedrich Wolf: Pit Pikus und die Möwe Leila (Pit Pikus) – Regie: Edith Schorn (Kinderhörspiel/Kurzhörspiel – Rundfunk der DDR)
- 1981: Günter Hesse: Wasserbomben (Kaminski) – Regie: Detlef Kurzweg (Kinderhörspiel/Kurzhörspiel – Rundfunk der DDR)
- 1981: Ardi Liives: Abschied (Väiko) – Regie: Edith Schorn (Kurzhörspiel – Rundfunk der DDR)
- 1982: Henning Pawel: Ein verschenkter Sieg (Lachmann) – Regie: Edith Schorn (Kurzhörspiel – Rundfunk der DDR)
- 1983: Gabriele Stave: Nora und das Geheimnis um Otto (Jochen) – Regie: Joachim Gürtner (Kurzhörspiel – Rundfunk der DDR)
- 1983: Rolf Neuparth: Verschwörung im Gemüseladen – Regie: Petra Wellner (Kinderhörspiel/Kurzhörspiel – Rundfunk der DDR)
- 1984: Erwin Ziemer: Vatersorgen (Bassist) – Regie: Joachim Gürtner (Kurzhörspiel der Hörspielserie Waldstraße Nummer 7 – Rundfunk der DDR)
- 1985: Loula Anagnostaki: Die Parade (Sprecher – Altgriechisch) – Regie: Peter Groeger (Hörspiel – Rundfunk der DDR)

## Synchronisation
- 1976: Andrzej Wasilewicz als Andrzej Bukowian in Kurier in den Bergen
- 1981 (1956): Nino Dal Fabbro als Journalist in Wie herrlich, eine Frau zu sein
- (1981–1991): Anthony Milner als Ken in Jim Bergerac ermittelt (Staffel 1, Ep. 7)
- (1981–1991): Phil Davis als Eric in Jim Bergerac ermittelt (Staffel 2, Ep.1)
- (1981–1991): Emlyn Price als Lawrence in Jim Bergerac ermittelt (Staffel 2, Ep. 4)
- (1981–1991): Harry Jones als Barkeeper in Jim Bergerac ermittelt (Staffel 7, Ep. 6)
- 1983: Ján Kroner als Holzfäller Ondřej in Vom tapferen Schmied
- 1984: Murray MacLeod als Price in Der Ninja-Meister (Steffel1, Ep. 13)
- 1984:Stephen Greif als Sporus in Die letzten Tage von Pompeji
- 1984–1985: Ian Bleasdale als Buchhalter in Die Abenteuer von Sherlock Holmes (1 Episode)
- 1986: Paolo Hendel als Giovannini in Hoffen wir, daß es ein Mädchen wird
- 1988 (1966): Lando Buzzanca als Bill in Irren ist tödlich
- 1989 (1982–1983): Ken Letner als Fred in Die Zeitreisenden (Staffel 1, Ep. 1)
- 1989 (1982–1983): George Caldwell als Reporter in Die Zeitreisenden (Staffel 1, Ep. 10)
- 1989–1991 (1964–1970): Stanley Clements als Timbo in Daniel Boone (Staffel 3, Ep. 6)
- 1989–2013: Panayotis Kaldis als Erster Händler in Agatha Christie’s Poirot (1 Episode)
- 1990–1991(1961–1963): Al Lewis als Officer Leo Schnauser in Wagen 54, bitte melden
- 1990 (1959–1966): Paul Comi als Yo Yo in Tausend Meilen Staub (Staffel 7, Ep. 12)
- 1990 (1959–1966): Harry Lauter als Wrangler in Tausend Meilen Staub (Staffel 8, Ep. 2)
- 1991 (1959–1964): Vito Scotti als Rudolpho in Twilight Zone (1 Episode)
- 1991 (1959–1964): Larry Blyden als Rocky Valentine in Twilight Zone (1 Episode)
- 1992 (1965–1968): Wally Cox als Tiabo in Verschollen zwischen fremden Welten (Staffel 2, Ep. 4)
- 1993: Als Mann auf dem Tanzball in Alaska Kid (Staffel 1, Ep. 10)